# Leo Adraa
Leo Adraa – ugandyjski piłkarz grający na pozycji napastnika. W swojej karierze grał w reprezentacji Ugandy.

## Kariera reprezentacyjna
W 1976 Adraa został powołany do reprezentacji Ugandy na Puchar Narodów Afryki 1976. Zagrał w dwóch meczach grupowych: z Etiopią (0:2) i z Gwineą (1:2).